# Hoplopleura rajah
Hoplopleura rajah är en insektsart som beskrevs av Johnson 1972. Hoplopleura rajah ingår i släktet Hoplopleura och familjen gnagarlöss. Inga underarter finns listade i Catalogue of Life.